# イ・ジヨン
イ・ジヨン（1984年2月18日-  ）は大韓民国の歌手である。 もともとはアイザックN遅延という女性2人組グループでデビューしたが、のちに解散、2005年から2009年まで、天上智喜のメンバーとしても活動した。

## 学歴
- 明治専門大学 実用音楽学科専門学士

## 演技活動

### ドラマ
- 2012年

大河ドラマ 大王の夢
- 2020年

チョコレート（16回特別出演）

### ミュージックビデオ
- 2003年: S - I Swear
- 2004年: フライ・トゥ・ザ・スカイ、君は知らない
- 2006年: 強打＆ヴァネス
- 2006年: トラックス
- 2007年: 追加列

### ミュージカル
- 2011年: 《若者の行進》 ... オ・ヨンシム役
- 2011年: 《オオカミの誘惑》…チョン・ハンギョン役
- 2011年: 《フェム》 ... セリーナキャッツ役
- 2013年: 《マザーバラード》 サラ役
- 2014年: 《太陽を抱く月》...ホ・ヨンウ役
- 2014年: 《マザーバラード》 ... サラ役
- 2014年: 《ジキル・アンド・ハイド》 ... ルーシー役
- 2015年: 《マンオブラマンチャ》 ... アルドンザ駅
- 2015年: 《オケフィ》 ...ハーフ演奏者役
- 2016年: 《ニューシーズ》 ... キャサリン役
- 2016年: 《ノートルダム・ド・パリ》 ... エスメラルダ駅
- 2016年: 《モンテクリスト》 ... メルセデス役
- 2017年: 《白野》 ... ロクサン駅
- 2019年: ベンハー ... エスター役
- 2019年: 《スウィニートッド》 ラビット夫人役
- 2020年：《モンテクリスト10周年》…メルセデス役

### 芸能
- 2017年: MBC 《ミステリー音楽ショー 覆面歌王》